# Gare Lille-Flandres (métro de Lille)
Cet article concerne la station de métro. Pour la gare de Lille, voir Gare de Lille-Flandres.
Gare Lille-Flandres est une station de métro française du métro de Lille. Inaugurée le 25 avril 1983 pour accueillir la première ligne de métro dans le quartier de Lille, Lille-Centre, elle accueille depuis le 3 avril 1989 la seconde ligne.
Du fait qu'elle est en correspondance avec deux lignes du Mongy qui y font terminus, elle est la station la plus fréquentée du réseau avec plus de 170 000 personnes par jour, en 2009.

## Situation sur le réseau
La station Gare Lille-Flandres est l'une des deux stations lilloises (avec la station Porte des Postes) situées à l'intersection entre les deux lignes du métro de l'agglomération de Lille. La station de métro se situe en dessous de la place des Buisses, dans le centre-ville de Lille. Une des sorties débouche directement dans la gare de Lille-Flandres.
Cette station est l'un des 3 terminus partiels de la ligne 2 : les 5 derniers départs de rames en direction de Saint-Philibert y font leur terminus en soirée.
Elle est située sur la ligne 1 entre les stations Madeleine Caulier et Rihour, et sur la ligne 2 entre les stations Mairie de Lille et Gare Lille-Europe.

## Histoire

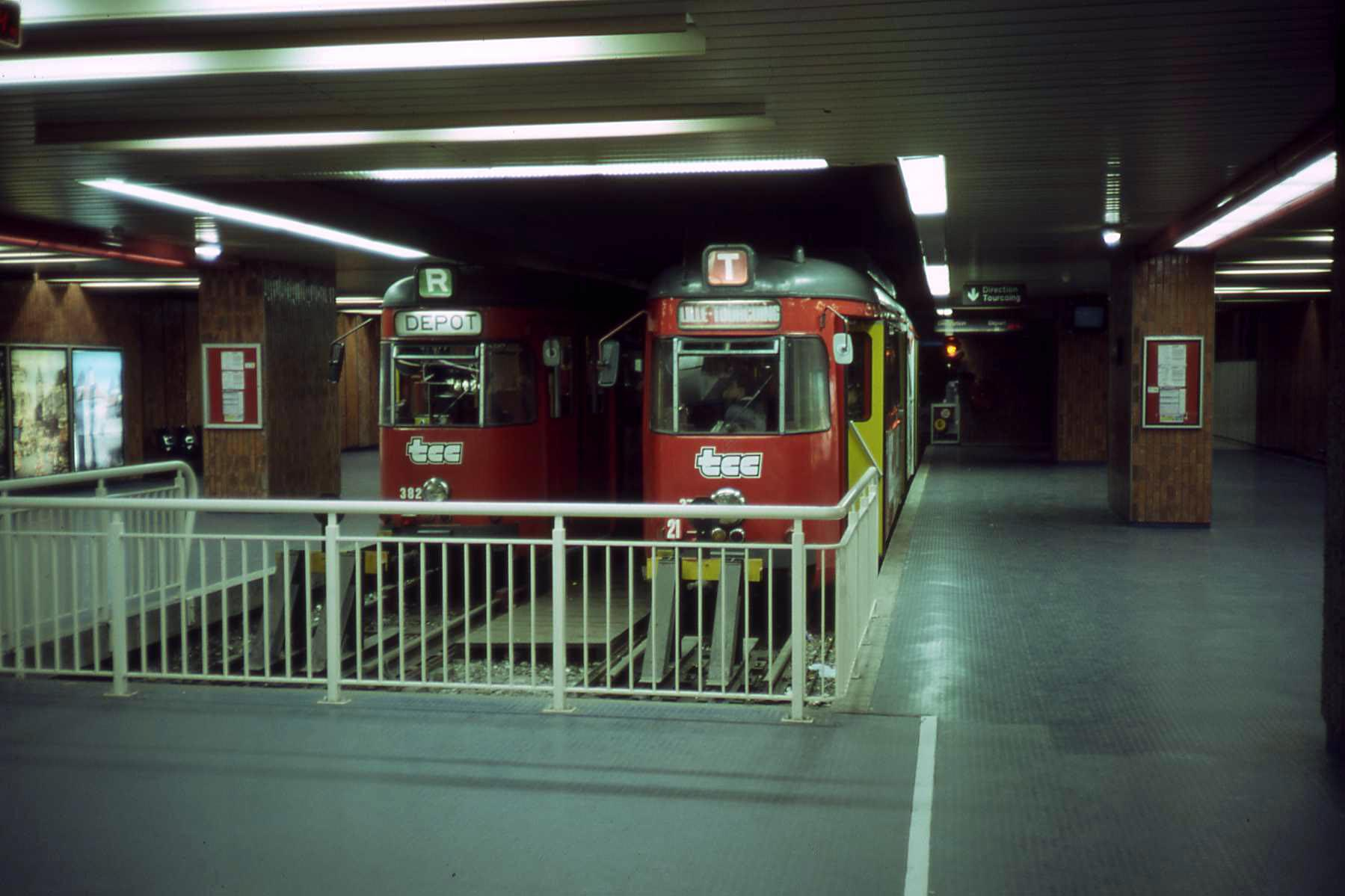
Deux tramways TCC dans la station en 1988. Ces quais ont aujourd'hui laissé place au tunnel de la ligne 2.

La station de la ligne 1 est inaugurée le jour du passage de François Mitterrand, le 25 avril 1983. À cette occasion, le terminus en boucle du tramway autour du « Théâtre » à Lille a été remplacé par une section souterraine aboutissant à la station de métro. Les lignes ne se terminent plus en boucle, mais par un terminus en cul-de-sac positionné dans l'espace central entre les deux voies de la ligne 1. Il est prévu, dans un second temps, que la future ligne 2 reprenne le tracé du tramway qui serait alors démantelé, et occupe cet espace central pour ses propres quais.
Le 1er avril 1989 est inaugurée la ligne 2, dont la station est provisoirement le terminus. En attendant son extension ultérieure, le tramway est maintenu et les terminus en cul-de-sac du tramway et de la ligne 2 se font face. Cependant, le nouveau projet adopté par la CUDL prévoit finalement que la ligne 2 empruntera un trajet différent de celui du tramway, qui sera conservé. Afin de libérer l'espace pour cette extension, le terminus du tramway est alors reporté un étage plus haut, au niveau -1 de la station. Le terminus et le tunnel initiaux du tramway sont encore visibles lorsque l'on quitte la station en direction du nord à bord d'une rame de la ligne 2 : on devine les anciens quais, transformés en locaux techniques, ainsi qu'un tunnel muré qui se dirige vers la gauche.
Avant l'inauguration du nouveau terminus de Gare Lille-Europe, le 5 mai 1994, la station s'appelait Gares, et cette extension a justifié un changement de nom afin de différencier les deux gares. La station s'appelle désormais Gare Lille-Flandres, du fait qu'elle dessert la gare du même nom.
D'octobre 2005 à décembre 2007, des travaux en vue de moderniser le niveau d'accueil (-1) et les quais (-2) sont lancés. Les trémies de quatre nouveaux escalators situés en bout de quais sont achevées et permettent un accès plus facile et un dégagement de place afin de répondre à l'augmentation constante du trafic. Ces aménagements ont coûté un peu plus de 19 millions d'euros TTC.

## Service aux voyageurs

### Accueil et accès
Ses sorties permettent soit l'accès direct au hall de la gare, soit à la gare routière, soit au centre commercial Euralille, ou enfin au quartier de la porte de Roubaix. Les sorties ont chacune leur propre couleur.
Station bâtie sur deux niveaux souterrains, bénéficiant de quatre accès en surface et d'une sortie directe dans la gare de Lille-Flandres : niveau -1 : vente et compostage des billets, hall permettant le choix de la direction du trajet ou l'accès au réseau de tramway situé à ce niveau ; niveau -2 : voies aux deux extrémités pour la ligne 1, les voies centrales pour la ligne 2. Depuis le réaménagement de 2005 à 2007, la salle des billets est plus large et plus lumineuse, de nouveaux kiosques sont ouverts. La station est dotée d'un mur d'images qui est géré par une entreprise spécialisé.

### Intermodalité
Avec une fréquentation de plus de 177 000 personnes par jour, elle constitue un des principaux nœuds du réseau des transports en commun de l'agglomération.
La station est desservie par les lignes L5, L90, L91, L91E, 9, 10, 14, 50, 51, 86, 88 et N1 du réseau Ilévia. Elle est également desservie par une navette reliant la gare de Lille-Flandres à l'Aéroport de Lille-Lesquin.
Plusieurs stations V'Lille sont situées à proximité de la gare, ainsi qu'une station d'autopartage Citiz.

## À proximité
- Gare de Lille-Flandres
- Westfield Euralille
- Parc Matisse
- Tri Postal
- Casino Barrière de Lille
- Porte de Courtrai
- Mama Shelter Hotel Lille
- Siège social de la CIC Scalbert Dupont